# Deng Yu-cheng
Deng Yu-cheng (chinesisch 鄧宇成, Pinyin Dèng Yǔchéng; * 25. April 1999) ist ein taiwanischer Bogenschütze.

## Karriere
Deng Yu-cheng erzielte seine ersten internationalen Erfolge bei der Sommer-Universiade 2017 in Taipeh, bei denen er mit der Mannschaft die Silbermedaille gewann.
Bei den 2021 ausgetragenen Olympischen Spielen 2020 in Tokio ging er in zwei Disziplinen an den Start. Im Mannschaftswettbewerb belegte er mit Tang Chih-chun und Wei Chun-heng mit 1985 Punkten den sechsten Rang in der Platzierungsrunde. Danach besiegten die Taiwaner nacheinander die Mannschaften Australiens, Chinas und der Niederlande. Im Finale gegen Südkorea unterlagen sie schließlich glatt mit 0:6 und gewannen somit die Silbermedaille. Im Einzel beendete Deng die Platzierungsrunde mit 656 Punkten auf dem 30. Platz und schied danach bereits in der ersten Begegnung der K.-o.-Runde aus.